# إستر دومينغيز
إستر دومينغيز (ولدت في 23 أبريل 1981، سرقسطة، إسبانيا) هي لاعبة جمباز إيقاعية إسبانية. تنافس دومينجيز لإسبانيا في منافسات الجمباز الإيقاعي الفردية الشاملة في دورة الألعاب الأولمبية الصيفية 2000 في سيدني. هناك كانت في المركز الحادي عشر في التصفيات ولم تتقدم إلى نهائي.